# Očni vijak
Očni vijak ili vijak s okom je vrsta vijka koji služi za dizanje tereta. Vijak se uvije ručnom silom i ne pritegne se snažno, pa su zato unutarnje sile i naprezanja u vijku vrlo male, te se mogu zanemariti. Kada se oko optereti obješenim teretom, koji djeluje kao trajna vanjska sila, onda će vijak biti izložen uzdužnoj sili. Ta će sila izazvati u njegovoj jezgri naprezanje na vlak.

## Proračun očnog vijka
Vijci opterećeni na vlak (I. skupina) uvijaju se u neopterećenom stanju, odnosno matice se navrću neopterećene. Primjer takvog slučaja može biti vijak s okom (očni vijak) za dizanje tereta. Vijak se uvije ručnom silom i ne pritegne se snažno, pa su zato unutarnje sile i naprezanja u vijku vrlo male, te se mogu zanemariti. Kada se oko optereti obješenim teretom G, koji djeluje kao trajna vanjska sila, onda će vijak biti izložen uzdužnoj sili F. Ta će sila izazvati u njegovoj jezgri naprezanje na vlak:
{\displaystyle \sigma _{v}={\frac {F}{A_{1}}}={\frac {F}{\frac {\pi \cdot d_{1}^{2}}{4}}}}
gdje je: F = G, d1 - unutarnji promjer navoja, odnosno zavojnice, koji treba odrediti iz tog izraza. Međutim, najprije kod proračuna svih vijaka treba izabrati materijal vijka, a prema materijalu uzeti iz tablica odgovarajuće dopušteno naprezanje. U tom slučaju dopušteno naprezanje σ'v dop treba pomnožiti s korekcijskim faktorom ξ1 < 1 koji obuhvaća koncentraciju naprezanja u jezgri i netočnosti kod izrade zavojnice. Obično je ξ1 = 0,7 - 0,9, a prema tome je stvarno dopušteno naprezanje:
{\displaystyle \sigma _{v\,dop}=\xi _{1}\cdot \sigma _{v\,dop}'}
Onda se za proračun vijaka opterećenih jedino vlačnom silom F, uzima izraz:
{\displaystyle A_{1}={\frac {F}{\sigma _{v\,dop}}}}
pa se iz površine jezgre A1 nađe u tablici odgovarajući standardni promjer za izabrani oblik zavojnice. Poslije toga preporučljivo je provjeriti površinski tlak na navojima p. On se izračunava iz:
{\displaystyle p={\frac {0,5\cdot F}{d_{2}\cdot H}}}
gdje je: d2 - srednji promjer zavojnice, H - visina matice ili, kad nema matice visina takozvane "zamišljene matice". Taj stvarni površinski tlak mora biti u dozvoljenim granicama, to jest p ≦ pdop, gdje se vrijednosti pdop uzimaju iz tablica u priručnicima. 
Za provjeru (kontrolu) površinskog tlaka može poslužiti i opći izraz:
{\displaystyle p={\frac {F}{z\cdot \pi \cdot d_{2}\cdot b}}\leq p_{dop}}
gdje je: z - broj aktivnih zavoja, b - korisna širina zavojnice.